# فرد باتلر
فرد باتلر (29 ديسمبر 1857 - 26 فبراير 1923) (بالإنجليزية: Fred Butler)‏ هو لاعب كريكت بريطاني.

## وصلات خارجية
- فرد باتلر على موقع إي آس بي آن كريك إنفو (الإنجليزية)